# 1431
1431. је била проста година.

## Догађаји

### Јануар
- 3. март — Габријел Кондулмер је као папа Евгеније IV наследио на том месту Мартина V.
- 30. мај — У Руану спаљена је на ломачи француска национална хероина Јованка Орлеанка, након што је по налогу Енглеза пред црквеним судом оптужена да је јеретик и вештица.

### Јун
- 23. јул — Почео је Базелски сабор.

## Смрти

### Јануар
- 30. мај — Јованка Орлеанка, француска национална хероина и римокатоличка светица